# Džójó kandži

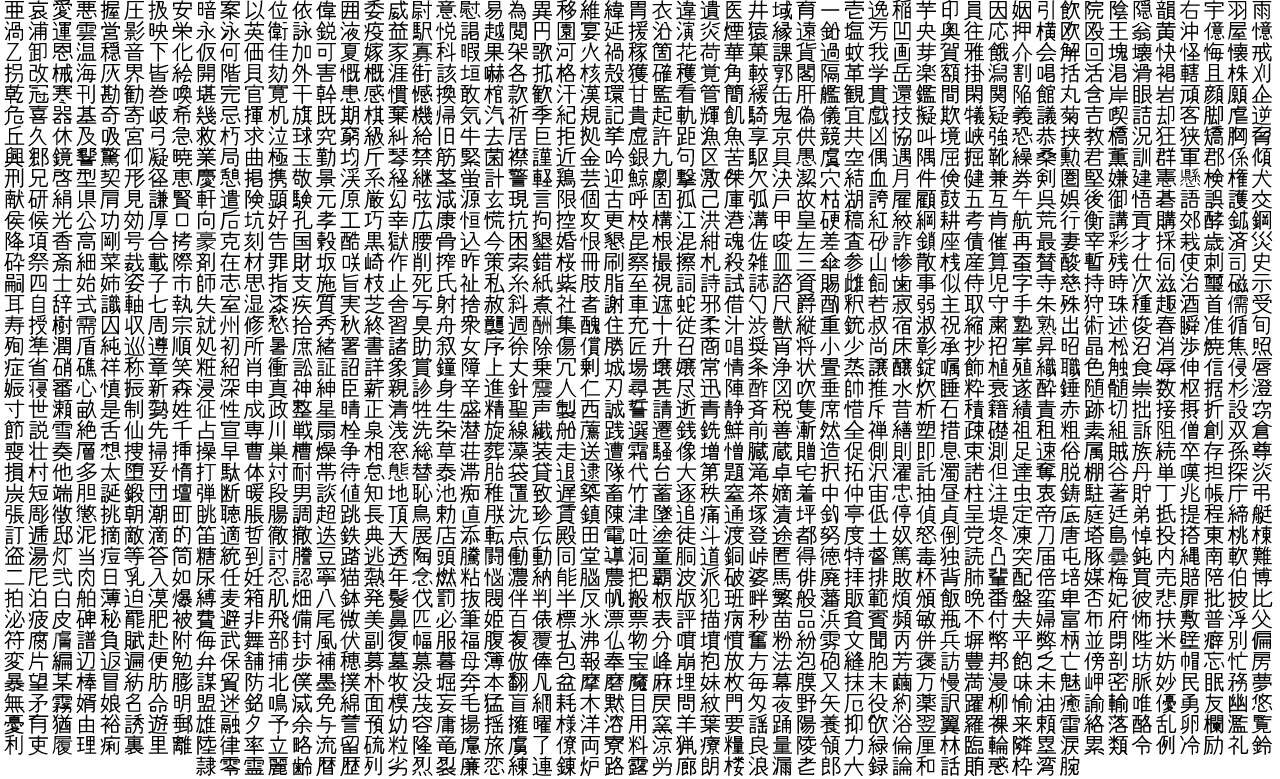
Všechny znaky džójó kandži

Džójó kandži (常用漢字) je sada 2 136 japonských znaků, která byla standardizována výnosem japonského ministerstva školství 10. září 1981 pro výuku na japonských školách a pro běžné užití v původním počtu 1 945. Navazuje na sadu tójó kandži (当用漢字), vyhlášenou stejným ministerstvem za oficiální 16. listopadu 1946, kterou rozšiřuje o dalších 95 znaků. Žáci základních škol se učí prvních 1 006 znaků, výuka na nižších středních školách pokrývá zbylých 939 znaků. 30. listopadu 2010 byla sada revidována a obohacena o 196 znaků, zároveň bylo pět odstraněno.
Sada džójó kandži je zároveň standardem pro použití v japonském tisku. Znaky, které v džójó kandži obsaženy nejsou, bývají obvykle opatřeny furiganou.